# Richard Collas
Sir Richard John Collas (ur. w 1953 roku na Guernsey) – polityk brytyjski.
Baliw Guensey od 23 marca 2012 roku. W 2014 roku uzyskał tytuł honorowy "sir". Od 6 września 2015 roku pełni również funkcję pełniącego obowiązki gubernatora porucznika Guernsey.